# Бйорн Крістенсен
Бйорн Крістенсен (дан. Bjørn Kristensen, нар. 10 жовтня 1963, Маллінг) — данський футболіст, що грав на позиції захисника. Відомий за виступами в данських і англійських клубах, зокрема «Орхус» та «Ньюкасл Юнайтед», а також у складі національної збірної Данії. Чемпіон Данії, дворазовий володар Кубка Данії.

## Клубна кар'єра
Бйорн Крістенсен народився в місті Маллінг. У дорослому футболі дебютував 1981 року виступами за команду «Орхус», в якій грав до 1988 року, взявши участь у 139 матчах чемпіонату. За час виступів у команді у 1986 році став чемпіоном Данії, а наступні 2 роки ставав володарем Кубка Данії
У 1988 році своєю грою привернув увагу представників тренерського штабу клубу «Ньюкасл Юнайтед», де швидко став гравцем основи. У кінці 1992 року Крістенсен випав з основи клубу, тому його спочатку віддали в оренду до іншого англійського клубу «Бристоль Сіті», а на початку 1993 року перепродали до клубу «Портсмут», де данський захисник грав до 1995 року. У 1995 році футболіст повернувся на батьківщину до клубу «Ольборг», де й завершив виступи на футбольних полях у 1996 році.

## Виступи за збірну
У 1987 року Бйорн Крістенсен дебютував у складі національної збірної Данії. У складі збірної був учасником чемпіонату Європи 1988 року у ФРН, на якому зіграв 1 матч. У складі збірної грав до 1993 року, загалом протягом кар'єри в національній команді провів у її формі 20 матчів, забивши 2 голи.

## Титули і досягнення
- Чемпіон Данії (1):

«Орхус»: 1986
- Володар Кубка Данії (2):

«Орхус»: 1986–1987, 1987–1988